# Esposizione internazionale d'arte di Venezia

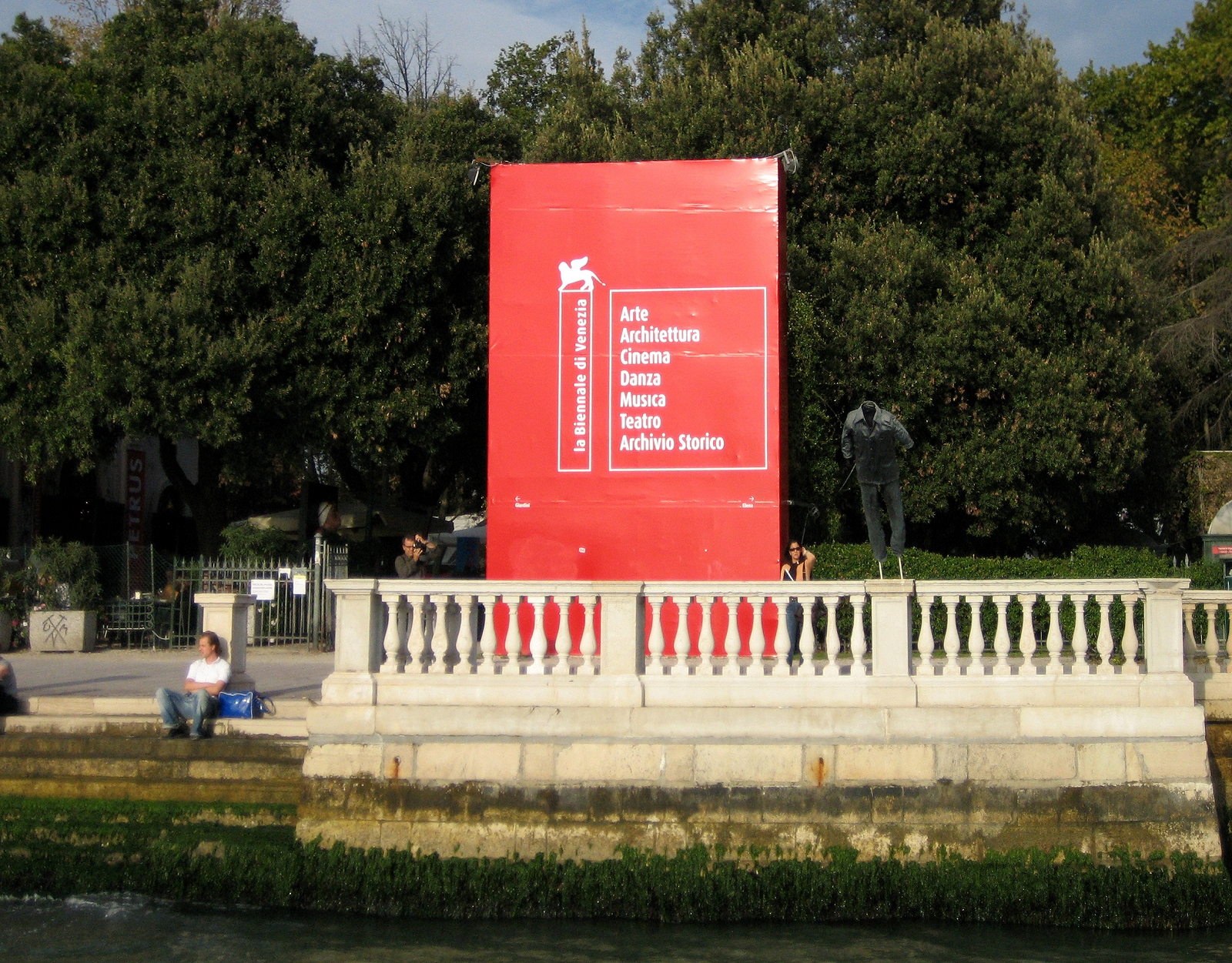
Ingresso ai Giardini della Biennale

L'Esposizione Internazionale d'Arte, o semplicemente Biennale d'arte di Venezia è una tra le più importanti e prestigiose manifestazioni internazionali d'arte contemporanea al mondo, insieme alla quinquennale documenta di Kassel e all'itinerante Manifesta, ed è organizzata ogni due anni dalla Fondazione Biennale di Venezia.

## Storia
Nata da un'idea del 1890, per iniziativa di Bartolomeo Bezzi, Antonio Fradeletto, Mario de Maria, Augusto Sezanne e Riccardo Selvatico, sindaco di Venezia di quell'epoca, prese l'avvio nel 1895 la 1ª Esposizione internazionale d’Arte della città di Venezia, che si concretizzò nella celebre Biennale di Venezia, subito annoverata tra le più importanti rassegne d'arte europee.
La prima esposizione venne allestita in seguito ad una delibera dell'amministrazione comunale di Venezia del 19 aprile 1893, in cui si propose di "istituire un'esposizione biennale artistica nazionale" da inaugurarsi l'anno successivo, al fine di stimolare l'attività artistica e il mercato dell'arte nella città di Venezia e nell'unificato stato italiano. Messa in moto la macchina organizzativa, la prima Esposizione fu inaugurata il 30 aprile 1895.
Il primo palazzo che ospitò l'Esposizione, detto inizialmente "Palazzo dell'Esposizione", poi Padiglione Pro Arte, Padiglione Italia, ora Padiglione Centrale, fu costruito appositamente nei giardini napoleonici ubicati nel sestiere di Castello, oggi denominati appunto Giardini della Biennale. Nel corso degli anni successivi i giardini si arricchirono di un numero consistente di nuovi padiglioni per le esposizioni, dedicati a diversi stati partecipanti. Il Palazzo Centrale continuò, comunque, a ospitare sia artisti italiani sia stati privi di padiglioni propri, fino agli anni Novanta del XX secolo.
Ancora oggi, nonostante sia di gran lunga la più vecchia istituzione espositiva periodica di livello internazionale, l'Esposizione Internazionale d'Arte della Biennale di Venezia continua a mantenere un grande prestigio e a svolgere una funzione di informazione e aggiornamento puntuale per il grande pubblico e gli addetti ai lavori. Nondimeno, essa ha ancora oggi un ruolo assai importante nel contribuire a valorizzare nuove tendenze, a legittimare artisti emergenti e nella consacrazione definitiva degli artisti di riconosciuta qualità. Per la maggior parte degli artisti italiani e stranieri, essere invitati alla Biennale rappresenta ancora oggi un grande titolo di merito e una tra le più importanti occasioni per accedere a una vetrina internazionale.
Tale importanza è anche testimoniata dal crescente numero di nazioni partecipanti che, nell'edizione 2017, arriva ad un totale di 86 paesi che prendono parte all'Esposizione Internazionale di Arte in forma ufficiale.

## Sedi espositive

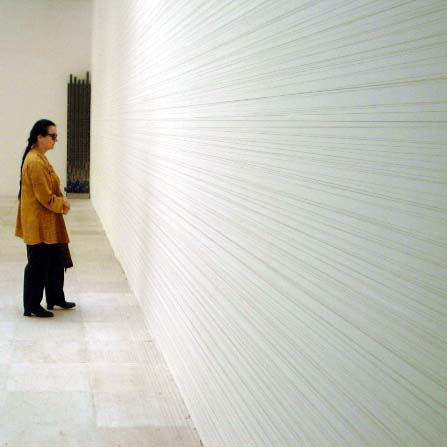
Biennale di Venezia 2001.

La parte centrale dell'esposizione si trova nei Giardini, in cui sono ospitati 29 padiglioni di altrettanti paesi più il Padiglione Centrale (ex Padiglione Italia), che ospita la mostra principale dell'evento.
Dal 1980 è stata inaugurata una seconda sede istituzionale all'Arsenale, in occasione della 1ª Mostra Internazionale di Architettura. Dal 1999 la Biennale d'arte ha aggiunto stabilmente ai suoi spazi espositivi questa seconda sede degli edifici monumentali dell'Arsenale, recuperando, oltre alle Corderie (utilizzate dall'edizione del 1986 per la sezione "Aperto" dedicata ai giovani artisti), anche Artiglierie, Isolotto, Gaggiandre, Tese cinquecentesche, Tese delle Vergini e più recentemente "Sale d'Armi". In totale oltre 17 000 m² espositivi in gran parte affacciati sul bacino acqueo dell'Arsenale.
In questi spazi espositivi vengono ospitati la seconda parte della mostra principale (la prima parte è allestita al Padiglione Centrale dei Giardini), numerose partecipazioni nazionali, tra cui, dal 2007, il nuovo padiglione italiano, che dal 2009 prende il nome di Padiglione Italia (nelle Tese delle Vergini) con la partecipazione degli artisti italiani selezionati per l'evento.
Moltissimi eventi collaterali autonomi, ma patrocinati dalla Biennale, e decine di altri paesi hanno i padiglioni sparsi in altre località della città di Venezia. Nel manifestazione del 2011 le partecipazioni nazionali fuori dalle due sedi principali sono arrivate al considerevole numero di 36 unità, con altrettanti padiglioni sparsi per la città. Da allora le partecipazioni nazionali sono state in quantità tale da determinare ogni anno un numero considerevole di padiglioni al di fuori delle sedi canoniche dell'Arsenale e permanenti dei Giardini.
Nella Sala Nervi - Padiglione Italia a Torino Esposizioni (dicembre 2011 - febbraio 2012), si è tenuta una particolare edizione della Biennale 54 dedicata al 150° dell'Unità d'Italia e curata da Vittorio Sgarbi.

## Padiglioni
Il primo padiglione nazionale ad  essere costruito ai Giardini e stato quello belga nel 1907. L'ultimo paese ammesso a costruire un padiglione è stata la Corea del Sud, nel 1995. L'ultimo padiglione eretto è stato quello australiano, ricostruito nel 2015 al posto del precedente, eretto nel 1988.

## Edizioni
| - I Esposizione internazionale d'arte 1895 (22 aprile – 22 ottobre) - II Esposizione internazionale d'arte 1897 (22 aprile – 31 ottobre) - III Esposizione internazionale d'arte 1899 (22 aprile – 31 ottobre) - IV Esposizione internazionale d'arte 1901 (22 aprile – 31 ottobre) - V Esposizione internazionale d'arte 1903 (22 aprile – 31 ottobre) - VI Esposizione internazionale d'arte 1905 (22 aprile – 31 ottobre) - VII Esposizione internazionale d'arte 1907 (22 aprile – 31 ottobre) - VIII Esposizione internazionale d'arte 1909 (22 aprile – 31 ottobre) - IX Esposizione internazionale d'arte 1910 (22 aprile – 31 ottobre) - X Esposizione internazionale d'arte 1912 (23 aprile – 31 ottobre) - XI Esposizione internazionale d'arte 1914 (15 aprile – 31 ottobre) - XII Esposizione internazionale d'arte 1920 (15 aprile – 31 ottobre) - XIII Esposizione internazionale d'arte 1922 (15 aprile – 31 ottobre) - XIV Esposizione internazionale d'arte 1924 (1º aprile – 31 ottobre) - XV Esposizione internazionale d'arte 1926 (1º aprile – 31 ottobre) - XVI Esposizione internazionale d'arte 1928 (1º aprile – 31 ottobre) - XVII Esposizione internazionale d'arte 1930 (4 maggio – 4 novembre) - XVIII Esposizione internazionale d'arte 1932 (28 aprile – 28 ottobre) - XIX Esposizione internazionale d'arte 1934 (1º maggio – 31 ottobre) - XX Esposizione internazionale d'arte 1936 (1º giugno – 30 settembre) - XXI Esposizione internazionale d'arte 1938 (1º giugno – 30 settembre) - XXII Esposizione internazionale d'arte 1940 (1º maggio – 31 ottobre) - XXIII Esposizione internazionale d'arte 1942 (21 giugno – 20 settembre) - XXIV Esposizione internazionale d'arte 1948 (1º maggio – 30 settembre) - XXV Esposizione internazionale d'arte 1950 (8 giugno – 15 ottobre) - XXVI Esposizione internazionale d'arte 1952 (14 giugno – 19 ottobre) - XXVII Esposizione internazionale d'arte 1954 (19 giugno – 17 ottobre) - XXVIII Esposizione internazionale d'arte 1956 (16 giugno – 21 ottobre) - XXIX Esposizione internazionale d'arte 1958 (14 giugno – 19 ottobre) - XXX Esposizione internazionale d'arte 1960 (18 giugno – 16 ottobre) - XXXI Esposizione internazionale d'arte 1962 (16 giugno – 7 ottobre) |  | - XXXII Esposizione internazionale d'arte 1964 (20 giugno – 18 ottobre) - XXXIII Esposizione internazionale d'arte 1966 (18 giugno – 16 ottobre) - XXXIV Esposizione internazionale d'arte 1968 (22 giugno – 20 ottobre) - XXXV Esposizione internazionale d'arte 1970 (24 giugno – 25 ottobre) - XXXVI Esposizione internazionale d'arte 1972 (11 giugno – 1º ottobre) - XXXVII Esposizione internazionale d'arte 1976 (14 luglio – 10 ottobre), a cura di Vittorio Gregotti - XXXVIII Esposizione internazionale d'arte 1978 (2 luglio – 15 ottobre), a cura di Floris Luigi Ammannati - XXXIX Esposizione internazionale d'arte 1980 (1º giugno – 28 settembre), a cura di Luigi Carluccio - XL Esposizione internazionale d'arte 1982 (13 giugno – 12 settembre), a cura di Sisto Dalla Palma - XLI Esposizione internazionale d'arte 1984 (10 giugno – 9 settembre), a cura di Maurizio Calvesi - XLII Esposizione internazionale d'arte 1986 (29 giugno – 28 settembre), a cura di Maurizio Calvesi - XLIII Esposizione internazionale d'arte 1988 (26 giugno – 25 settembre), a cura di Giovanni Carandente - XLIV Esposizione internazionale d'arte 1990 (27 giugno – 30 settembre), a cura di Giovanni Carandente - XLV Esposizione internazionale d'arte 1993 (14 giugno – 10 ottobre), a cura di Achille Bonito Oliva - XLVI Esposizione internazionale d'arte 1995 (11 giugno – 15 ottobre), a cura di Jean Clair - XLVII Esposizione internazionale d'arte 1997 (15 giugno – 9 novembre), a cura di Germano Celant - XLVIII Esposizione internazionale d'arte 1999 (12 giugno – 7 novembre), a cura di Harald Szeemann - XLIX Esposizione internazionale d'arte 2001 (10 giugno – 4 novembre), a cura di Harald Szeemann - L Esposizione internazionale d'arte 2003 (15 giugno – 2 novembre), a cura di Francesco Bonami - LI Esposizione internazionale d'arte 2005 (12 giugno – 6 novembre), a cura di Maria de Corral e Rosa Martinez - LII Esposizione internazionale d'arte 2007 (10 giugno – 21 novembre), a cura di Robert Storr - LIII Esposizione internazionale d'arte 2009 (7 giugno – 22 novembre), a cura di Daniel Birnbaum - LIV Esposizione internazionale d'arte 2011 (4 giugno – 27 novembre), a cura di Bice Curiger - LV Esposizione internazionale d'arte 2013 (1º giugno – 24 novembre), a cura di Massimiliano Gioni - LVI Esposizione internazionale d'arte 2015 (9 maggio – 22 novembre), a cura di Okwui Enwezor - LVII Esposizione internazionale d'arte 2017 (13 maggio – 26 novembre), a cura di Christine Macel - LVIII Esposizione internazionale d'arte 2019 (11 maggio - 24 novembre), a cura di Ralph Rugoff - LIX Esposizione internazionale d'arte 2022 (23 aprile - 27 novembre 2022), a cura di Cecilia Alemani - LX Esposizione internazionale d'arte 2024 (20 aprile - 24 novembre 2024), a cura di Adriano Pedrosa - LXI Esposizione internazionale d'arte 2026, a cura di Koyo Kouoh |